# Mid-Air Thief
Mid-Air Thief (coréen : 공중도둑 ; RR : Gongjungdoduk) est un musicien folktronica sud-coréen. Il a sorti deux albums : Gongjoong Doduk (2015) et Crumbling (2018), ce dernier ayant remporté le prix du meilleur album dance et électronique aux Korean Music Awards 2019.

## Biographie
Mid-Air Thief a commencé sa carrière en 2012 en utilisant le nom de scène Hyoo (휴). En 2015, le projet a changé de nom pour devenir Gongjoong Doduk (공중도덕) et a sorti son premier album éponyme. L'album a été nommé pour le meilleur album de rock moderne aux Korean Music Awards 2016. Son nom changera à nouveau en Mid-Air Thief (공중도둑) après que les rappeurs Dok2 et The Quiett ont publié une chanson intitulée "공중도덕" dans le cadre de l'émission de téléréalité sud-coréenne de 2016, Show Me the Money 5.
En 2018, Mid-Air Thief a publié son deuxième album, Crumbling, dans lequel la chanteuse sud-coréenne Summer Soul s'est exprimée. L'album a attiré l'attention des communautés musicales en ligne,. Crumbling a été nommé pour l'album de l'année et le meilleur album de danse et d'électronique aux Korean Music Awards 2019, et a remporté le prix du meilleur album de danse et d'électronique.
En 2021, Mid-Air Thief a contribué à la bande originale de la série animée Sonny Boy. En 2022, il publie son troisième album, Flood Format (손을 모아), via leur page Bandcamp et sous le nom de Bird's Eye Batang (새눈바탕).

## Discographie
- 2015 : Gongjoong Doduk
- 2018 : Crumbling
- 2022 : Flood Format